# Selekt
Selekt é um canal de televisão por assinatura generalista espanhol, operado pela AMC Networks International Iberia. O canal exibe seleções de programas de vários canais irmãos do grupo usando inteligência artificial. Suas transmissões começaram em 4 de fevereiro de 2021.

## História
O canal nasceu como AMC Selekt, lançado como plataforma VOD em 15 de junho de 2020, onde os espectadores podiam desfrutar de conteúdo audiovisual sob demanda dos canais da AMC Networks na plataforma TV Everywhere da Vodafone TV.
No entanto, a primeira intenção da AMC Networks era criar um canal com blocos de programação que reunissem os programas de vários canais irmãos satisfazendo as necessidades do espectador. O canal entrou em operação em 4 de fevereiro de 2021, utilizando tecnologia de inteligência artificial para sua programação.